# Востриков, Андрей Иванович
Андрей Иванович Востриков (10 [23] октября 1902 — 26 сентября 1937) — советский тибетолог, индолог, монголовед, исследователь классической индо-буддийской философии, доктор филологических наук и доктор литературоведения (15.01.1935, без защиты).

## Биография
Родился в с. Агаревка Аткарского уезда Саратовской губернии в семье священника Ивана Ивановича Вострикова. Мать — Зинаида Анатольевна Вострикова.
В 1924 году окончил общественно-педагогическое отделение Факультета общественных наук Петроградского университета. С июня 1925 года — научный сотрудник 2-го разряда. В мае 1926 года поступил в аспирантуру НИИ сравнительной истории литератур и языков Запада и Востока при Ленинградском университете, сотрудник Азиатского музея (с 1926) и Института буддийской культуры (1928—1930), преподаватель Ленинградского Института живых восточных языков и ЛГУ (с 1929). С 1930 года — старший научный сотрудник Института востоковедения АН СССР. Ученик академиков Ф. И. Щербатского (санскрит, тибетский) и Б. Я. Владимирцова (монгольский).
С 1928 по 1932 год пять раз был в командировках в Агинском дацане в Бурят-Монгольской АССР для изучения дацанов, их быта, буддизма как религии и как философского учения. В результате этих поездок Востриков в совершенстве овладел письменным и разговорным тибетским языком, стал знатоком тибетских исторических источников и привёз огромное количество тибетских рукописей и ксилографов, большинство из которых было передано в Институт востоковедения АН СССР. Он очень тщательно собирал и личную библиотеку, которая, по словам Щербатского, представляла собой «ценность совершенно исключительную».
В 1930-х годах занимался основными текстами индуистской философской системы ньяя и сочинениями по буддийской логике, изучал «Калачакра-тантру».
В начале 1937 года был назначен руководителем тибетской группы Института востоковедения АН СССР.
Однако 8 или 9 апреля (возможно, в ночь с 8 на 9) 1937 года был арестован НКВД. Расстрелян по приговору Военной коллегии Верховного суда СССР (Ст. 58-10, 11 УК РСФСР) 26 сентября 1937 года. Прах учёного захоронен на Донском кладбище. Реабилитирован в 1956 году.

### Семья
Был дважды женат. Первая жена (Татьяна) была дочерью второй жены его отца — И. И. Вострикова. Вторая жена — Нина Павловна Ярославцева, от которой родился его сын — Никита.

## Научное наследие
При жизни Вострикова было опубликовано лишь незначительное число его работ. После ареста значительная часть рукописей, хранившихся у него на квартире, пропала, в частности, исчезла объёмная монография «Логика Васубандху» (на английском языке), отправленная для публикации в Индию. Однако благодаря стараниям супруги исследователя Н. П. Востриковой и Ю. Н. Рериха, после реабилитации А. И. Вострикова была опубликована его уцелевшая монография «Тибетская историческая литература», которая, будучи также переведена на английский язык, стала классикой мировой тибетологии.

### Труды А. И. Вострикова
- Востриков А. И. Тибетская историческая литература / Составление, комментарии А. В. Зорина. — СПб.: Петербургское Востоковедение, 2007. — 336 с. — (Orientalia).
- Vostrikov A. Tibetan Historical Literature / Tr. by R.H.Gupta. — Calcutta: R.D. Press, 1970.
- Востриков А. И. Тибетская историческая литература / Ответственный редактор Ю. Н. Рерих. — М.: ИВЛ, 1962. — (Bibliotheca Buddhica, XXXII).
- Артхашастра, или Наука политики / Перевод с санскрита С. Ф. Ольденбурга, Ф. И. Щербатского, Е. Е. Обермиллера, А. И. Вострикова, Б. В. Семичова. Издание подготовил В. И. Кальянов. Примечания В. И. Кальянова. Указатели В. Г. Эрмана. Редакционная комиссия издания: В. В. Струве (ответственный редактор), Б. А. Ларин, В. И. Кальянов, И. П. Байков. — М.; Л.: Изд-во Академии наук СССР, 1959. — 796 с.
- Востриков А. И. (без указания имени) Статьи «Тибетская литература» и «Тибетский язык» в «Литературной энциклопедии» (Т. IX, М., 1939)
- Some Corrections and Critical Remarks on Dr . Johan van Manen’s Contribution to the Bibliography of Tibet // Bulletin of the School of Oriental Studies. — L., 1935. — Vol. 8. — P. 51-76.
- The Nyāyavārttika of Udyotkara and the Vādanyāya of Dharmakīrti // The Indian Historical Quarterly. — 1935. — Vol. XI, March, No. 1. — P. 18-35.
- Vostrikov A. Logic of Vasubandhu (1935, утрачена).
- Востриков А. И. С. Ф. Ольденбург и изучение Тибета // Записки Института Востоковедения Академии Наук. — М.; Л., 1935. — Т. 4. — С. 59-81.
- Востриков А. И., Поппе Н. Н. Летопись баргузинских бурят: Тексты и исследования. — М.; Л., 1935. — 75 с.
- Востриков А. И. О философии Dharmakīrti (1931, утрачена).